# Bolitoglossa ramosi
Espèce
Statut de conservation UICN

 NT  : Quasi menacé
Bolitoglossa ramosi est une espèce d'urodèles de la famille des Plethodontidae.

## Répartition
Cette espèce est endémique du département d'Antioquia en Colombie. Elle se rencontre vers 1 930 m d'altitude sur le versant Est de la cordillère Centrale.

## Description

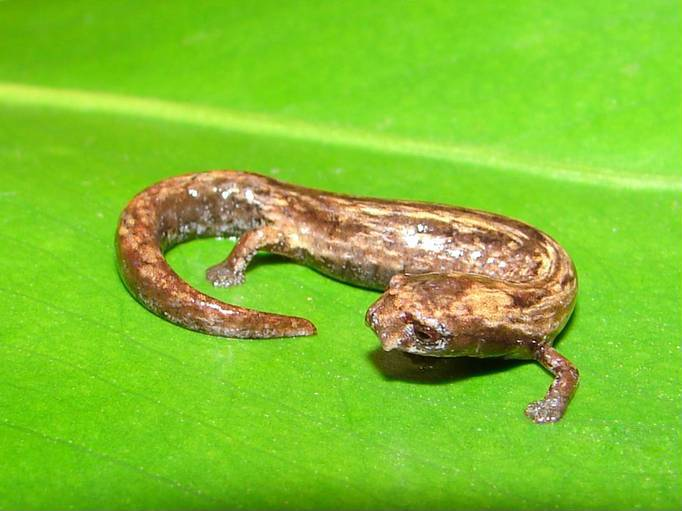
Bolitoglossa ramosi

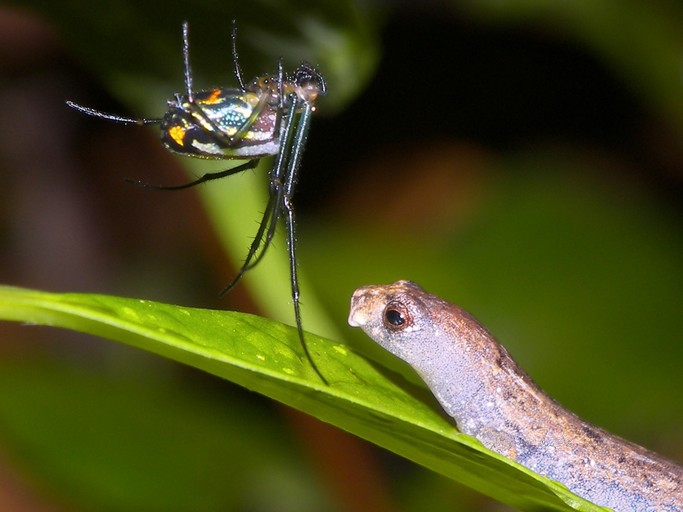
Bolitoglossa ramosi

Les mâles mesurent de 37,1 à 45,4 mm de longueur standard et de 29,5 à 42,8 mm pour la queue soit de 67,7 à 88,2 mm de longueur totale et les femelles de 37,2 à 46,7 mm de longueur standard et de 29,7 à 36,0 mm pour la queue soit de 66,9 à 82,7 mm de longueur totale.

## Étymologie
Cette espèce est nommée en l'honneur de Jorge Eduardo Ramos Pérez.

## Publication originale
- Brame & Wake, 1972 : New species of salamanders (genus Bolitoglossa) from Colombia, Ecuador, and Panama. Contributions in Science. Natural History Museum of Los Angeles County, no 219, p. 1-34 (texte intégral).